# Lamprosema rubricetalis
Lamprosema rubricetalis là một loài bướm đêm trong họ Crambidae.